# Naroczański Park Narodowy
Naroczański Park Narodowy (biał. Нацыянальны парк «Нарачанскі») – park narodowy na Białorusi stworzony w 1999 r. w celu zachowania unikatowych zespołów przyrodniczych, a także bardziej efektywnego wykorzystania potencjału rekreacyjnego jeziora Narocz i przyległych do niego terenów.

## Opis
Park został utworzony w 1999 roku w celu zachowania przyrodniczych kompleksów naroczańskiej grupy jezior, bołduckiej grupy jezior, jeziora wiszniewskiego,  szwaksztyńskiej grupy jezior (Wielkie Szwakszty) i świrskiej grupy jezior (Świr) oraz dla bardziej efektywnego wykorzystania możliwości rekreacyjnych zasobów naturalnych.
Park znajduje się w większości w rejonie miadzielskim (96,0% obszaru), a także częściowo w wilejskim (2,0% obszaru), postawskim (1,7% obszaru) і smorgońskim (0,3% obszaru). Rozległość parku z południa na północ wynosi 34 km, ze wschodu na zachód – 59 km. Administracja parku znajduje się w osiedlu wczasowym Narocz.
Całkowita powierzchnia parku wynosi 97,3 tys. ha, z czego 66,8 tys. ha (68,7%) obszaru (lasy i zbiorniki wodne) zarządzane są przez park. Pozostałe tereny w jego granicach znajdują się pod jurysdykcją innych właścicieli i użytkowników. Park zajmuje 60% obszaru rejonu miadzielskiego. Można w nim znaleźć wiele zwierząt i roślin które są pod ochroną.

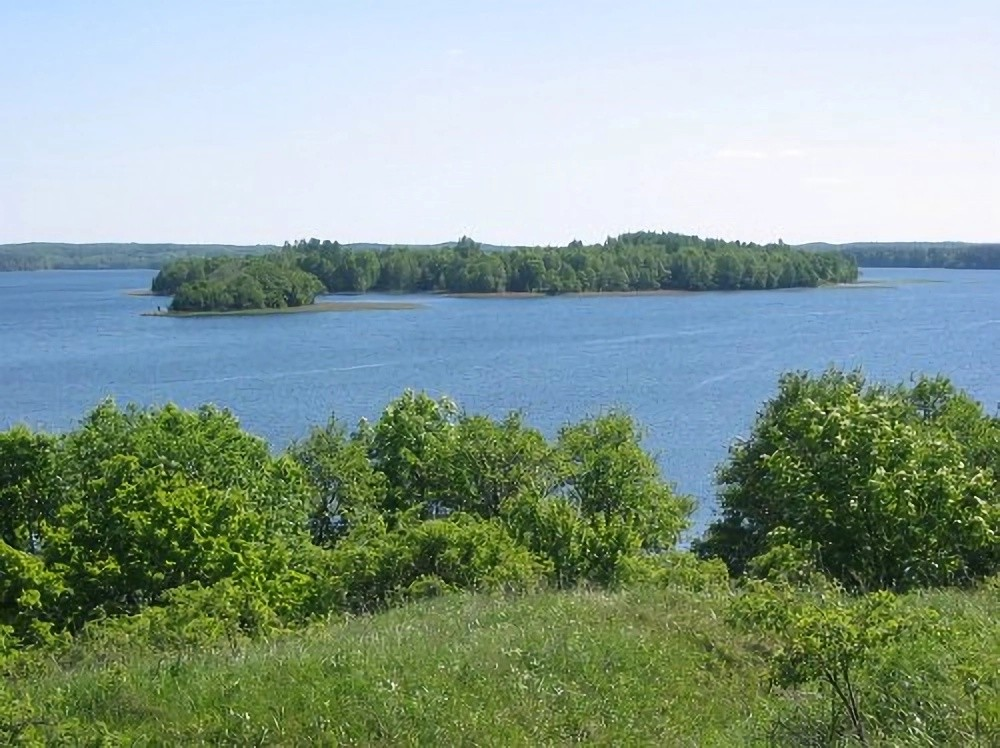
Jezioro Miadzioł

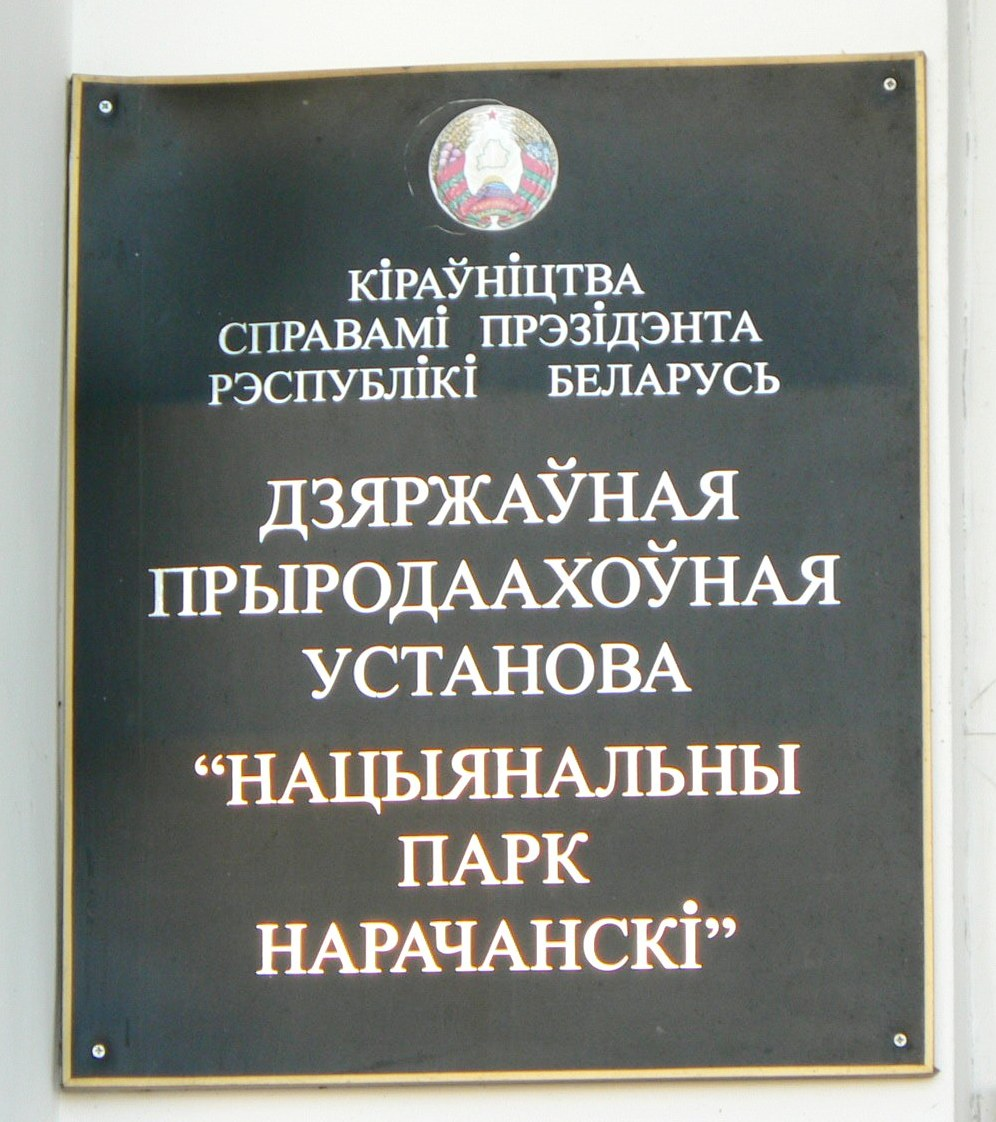
Tablica na dyrekcji Naroczańskiego Parku Narodowego

## Krajobraz
Morenowy krajobraz Parku jest zróżnicowany. Obejmuje rozległe jezioro Narocz i mniejsze zbiorniki.